# زيت عطري

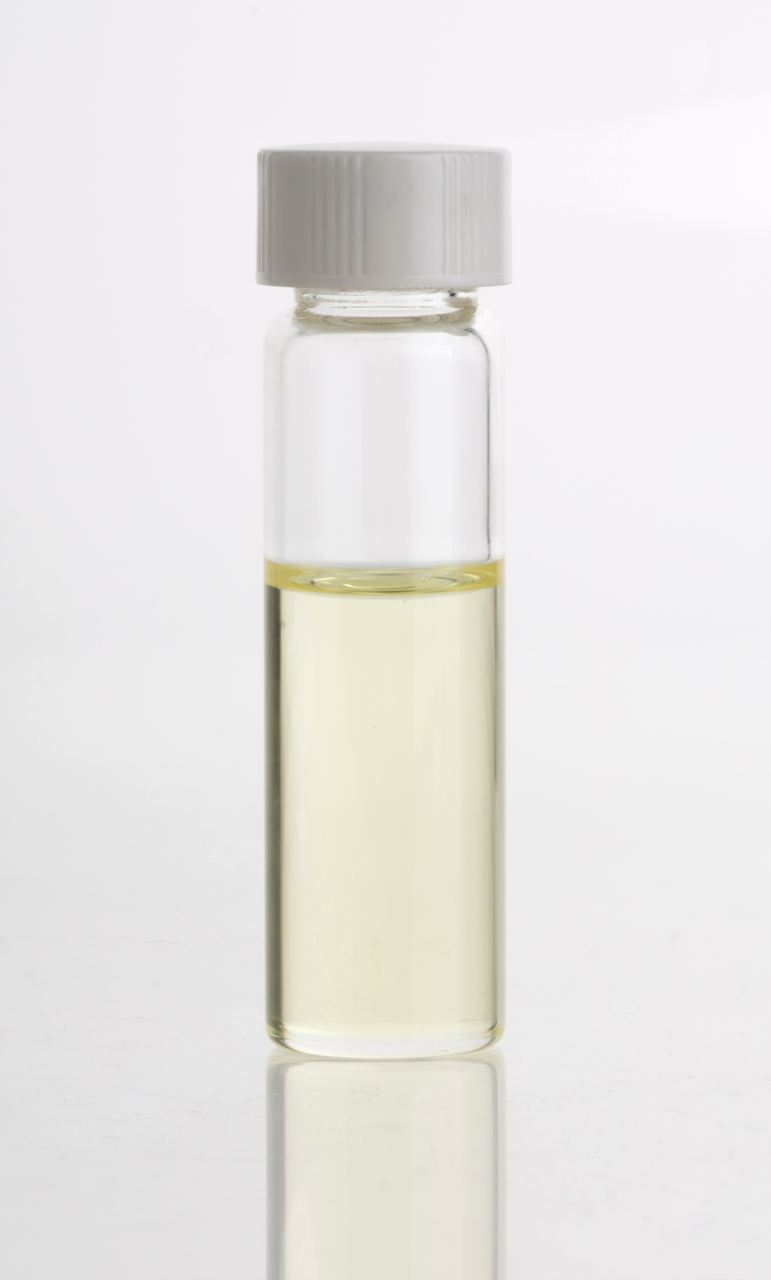
زيت خشب الصندل

الزيوت العطرية أو الزيوت الطيارة- وتعرف أيضًا بالزيوت المتطايرة، أو الزيوت الأثيرية، أو الأثيروليوم، وهي مستخلصات زيتية سهلة التطاير يحصل عليها من النباتات أو أجزاء منها، تتميز بأن لها رائحة فواحة مثل زيت القرنفل. وهي عبارة عن سوائل مركزة كارهة للماء، تحتوي على مركبات كيميائية متطايرة، وتتبخر بسهولة في درجات الحرارة العادية. ويسمى كل منها باسم النبات الذي تم استخراج الزيت منه، مثل زيت النعناع، زيت القرنفل..وهكذا.
على العكس من الزيوت الدهنية فإن الزيوت العطرية تتبخر بشكل كامل ولا تترك أي أثر خلفها. تتكون الزيوت العطرية من العديد من المكونات المختلفة، وهي منحلة في الدهون على الرغم من أنها لا تحوي أي مكونات دهنية. انحلالية هذه الزيوت في الماء ضعيفة، وتشكل قطيرات سائلة تطفو على السطح لأنها أقل كثافة من الماء.
تمثل الزيوت العطرية المواد الرئيسية المسؤولة عن الرائحة المتميزة للنباتات، وتتميز الزيوت العطرية بسهولة فصلها عن الأعضاء النباتية الحاملة لها بواسطة طرق التقطير والاستخلاص المختلفة. فالزيوت العطرية يت استخراجها بشكل عام عن طريق التقطير، وغالبًا التقطير بالبخار، أو من خلال عمليات أخرى مثل: الاستخلاص بالمذيبات، الاستخراج بالطي البطيء، والضغط البارد.
تستخدم الزيوت العطرية في صناعة العطور، ومستحضرات التجميل، والصابون، ومعطرات الهواء، وغيرها العديد من المنتجات. كما تستخدم لإضافة نكهة إلى بعض الأطعمة والمشروبات، وإضافة الروائح إلى البخور ومنتجات التنظيف المنزلية. كما يتم استخدام الزيوت العطرية فيما يسمى بالعلاج بالروائح، وهو أحد أشكال الطب البديل. وعلى الرغم من أن العلاج بالروائح قد يكون مفيدًا لتحفيز الأسترخاء، إلا أنه ليست هناك أدلة كافية على أنه يمكن أن يعالج أية حالة بشكل فعال. وفي بعض الحالات قد يسبب الاستخدام غير السليم للزيوت العطرية العديد من الأضرار بما في ذلك الحساسية والالتهابات وتهيج الجلد. وقد يكون الأطفال بوجه خالص عرضة للتأثيرات السامة الناتجة عن الاستخدام غير السليم للزيوت العطرية، فالزيوت العطرية يمكن أن تكون سامة إذا ما تم تناولها أو امتصاصها عن طريق الجلد.

## تاريخ الزيوت العطرية
تؤكد البرديات الفرعونية والآثار التاريخية والموميات، أن المصريين القدماء كانوا أول من استعمل العطور وعرف قيمتها في المرء من نشاط وحيوية وقدرة على العمل والابتكار، فلقد أعجبوا بها وفتنتهم روائحها المختلفة، حتى أصبحت من تقاليد الحياة الفرعونية ومن الأشياء المعتاد استعمالها كل يوم في الموروث المصري القديم، وأضحت تقليدا عاديا في زيارتهم وحفلاتهم وأعيادهم.
ففي بعض أوراق البردي التي يعود تاريخها إلى حوالي ألفي عام قبل الميلاد، توجد كتابات تثبت أن الحضارة الفرعونية القديمة كانت تستخدم الدهون العطرية، على شكل أقماع صغيرة تنبعث منها روائح عطرة تفوح في البيوت والشوارع.
وفي عام (1928) اكتشف أحد علماء الآثار في أحد المقابر الفرعونية، آنية فخارية تحتوي زيوتا عطرية يعود تاريخها إلى (3557) عاما.
وقد كانت الملكة كليوبترا من أكثر المغرمين باستخدام العطور والزيوت العطرية في تعطير القصور والملابس ومياه الاستحمام وعربة الركوب وكل مكان تذهب إليه، وبعدها انتقلت الزيوت العطرية إلى بقية الحضارات.
ساهم العلماء العرب والمسلمون في تطوير طرق الاستخلاص والتحضير العطرية بواسطة التبخير والتكثيف والتقطير على أيدي علماء كبار أمثال ابن سينا استخرجها بطريقة نقية ومركزة، وكذلك جابر ابن حيان وهو أول من فصل مادة الكحول عن طريق التقطير، ثم تطور الأمر لاحقا لتعدد طرق استخلاص الزيت العطري.

## معرض الصور

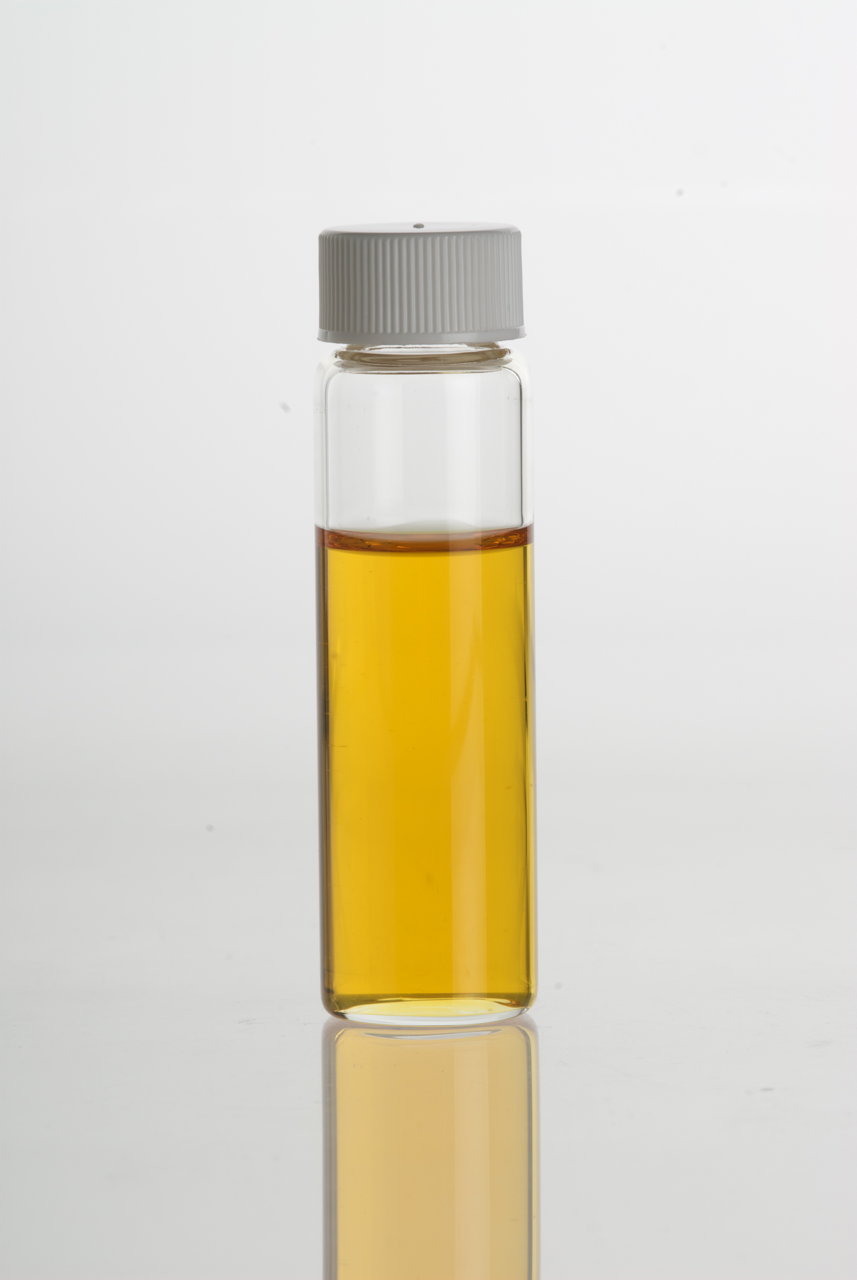
زيت عطري
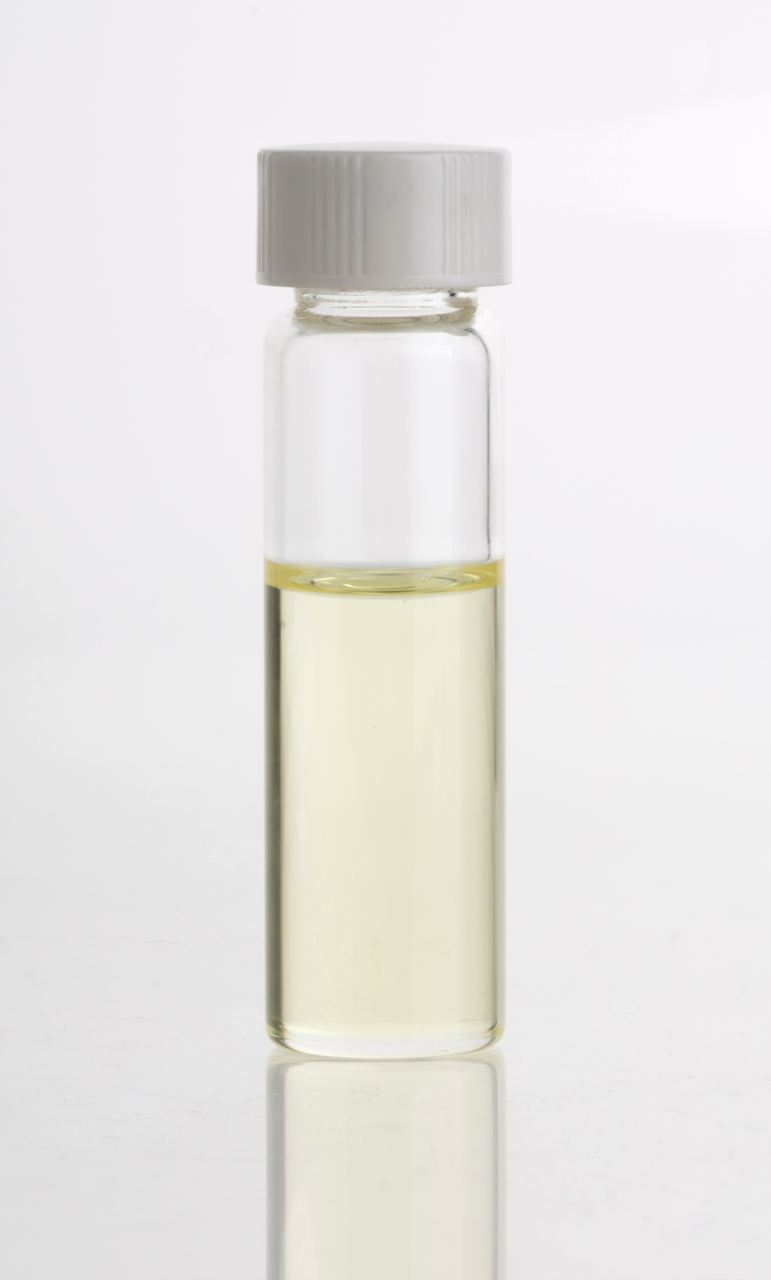
زيت خشب الصندل
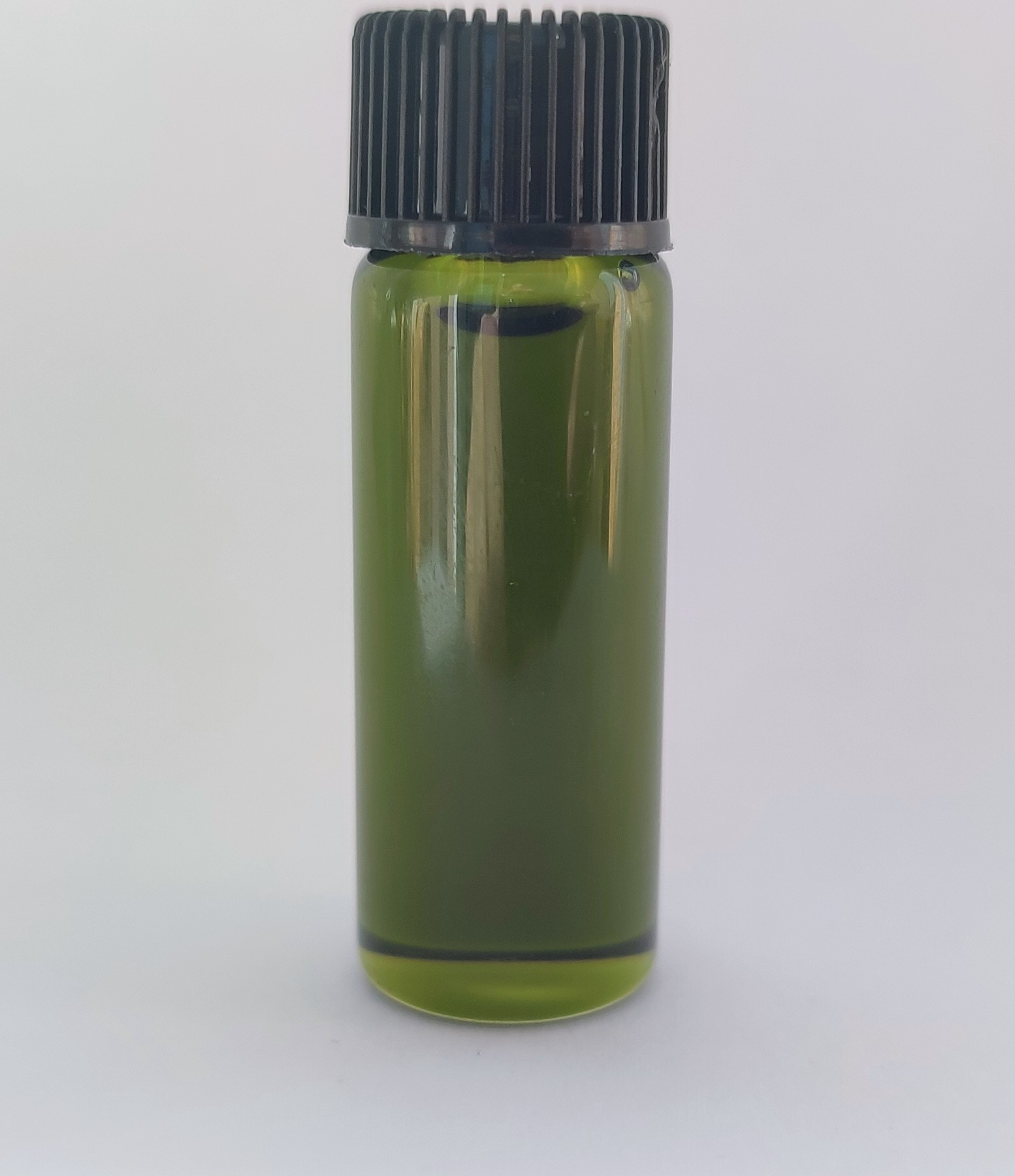
زيوت عطرية
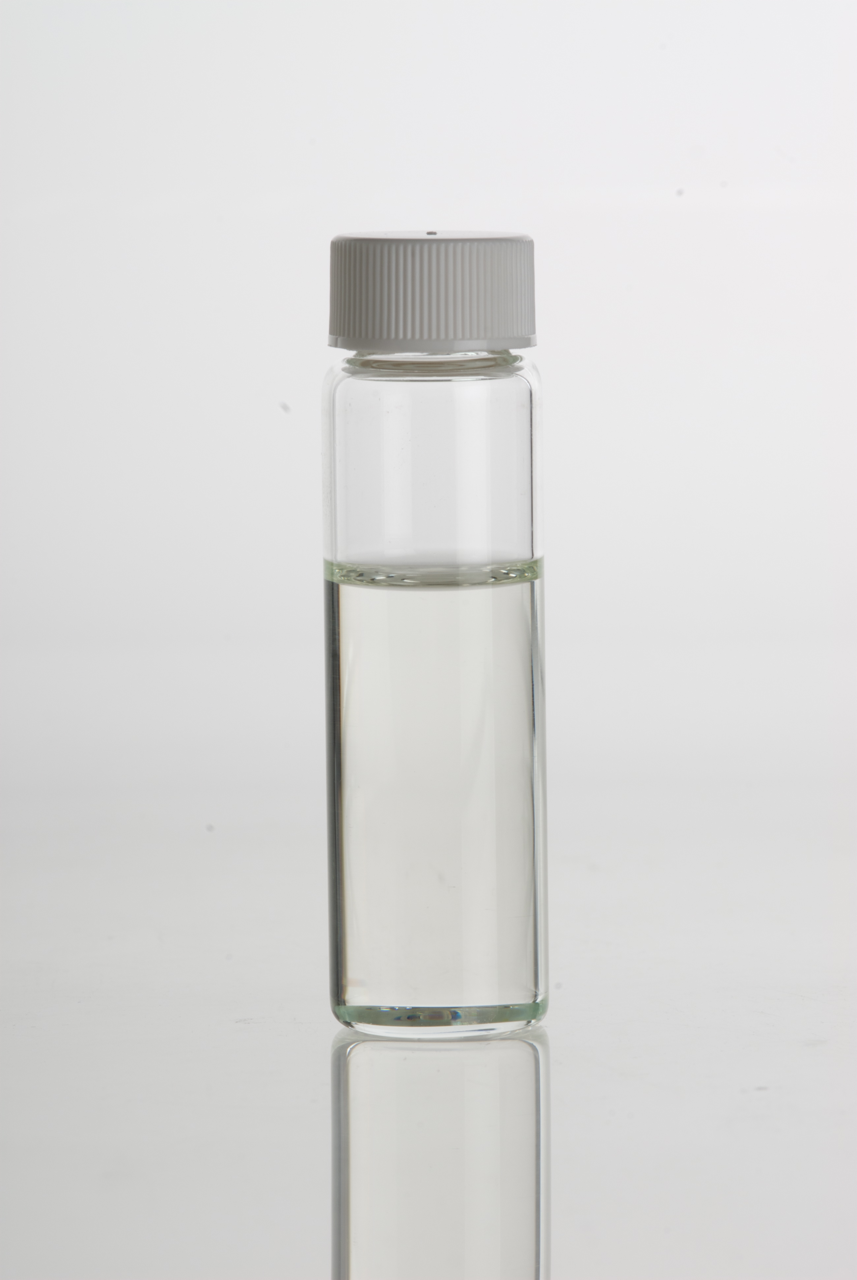
زيت الروزماري
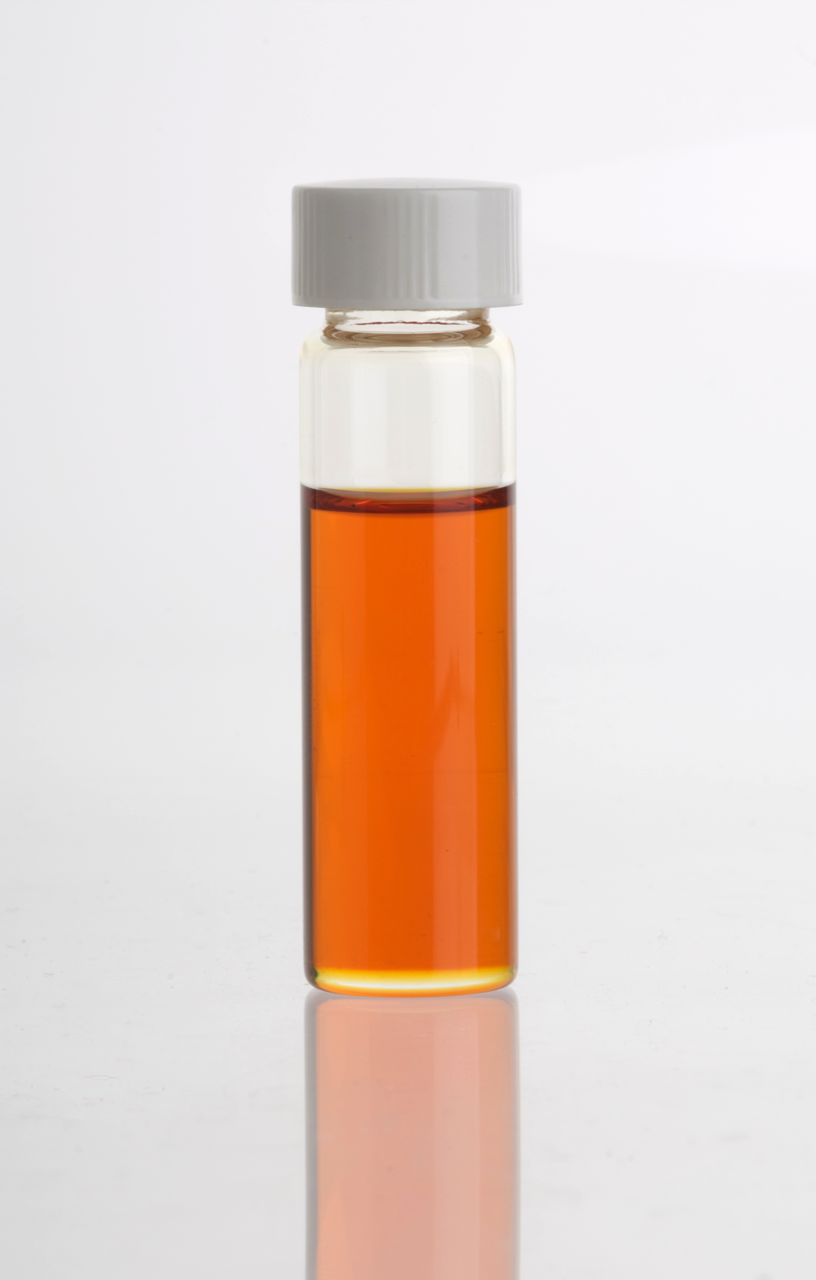
زيت عطري
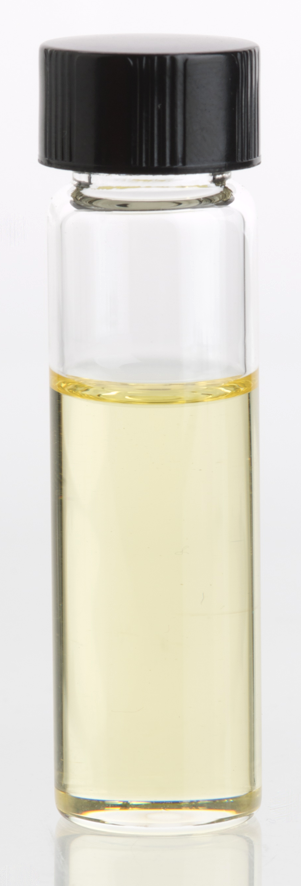
زيت عطري
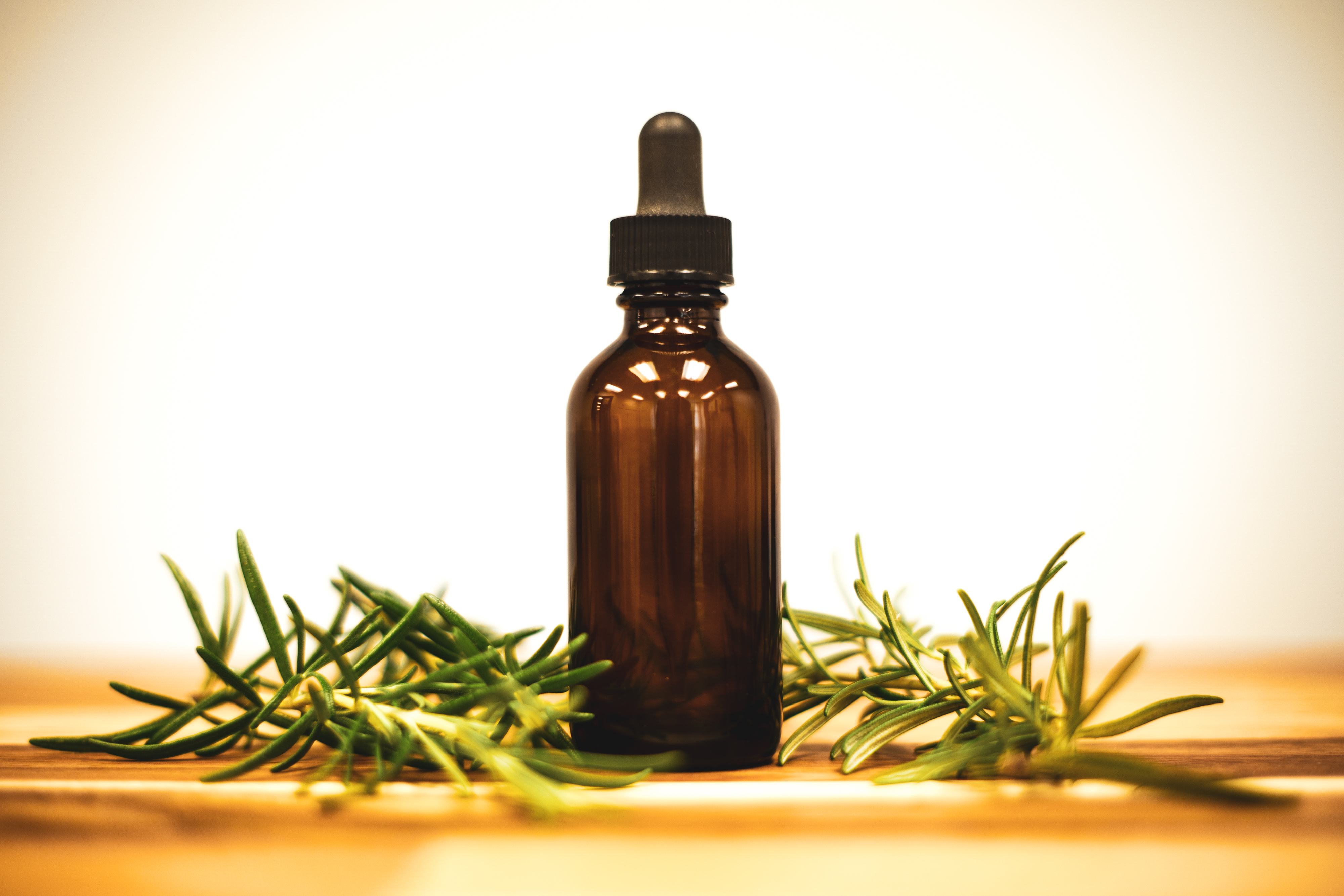
زيت الروزماري
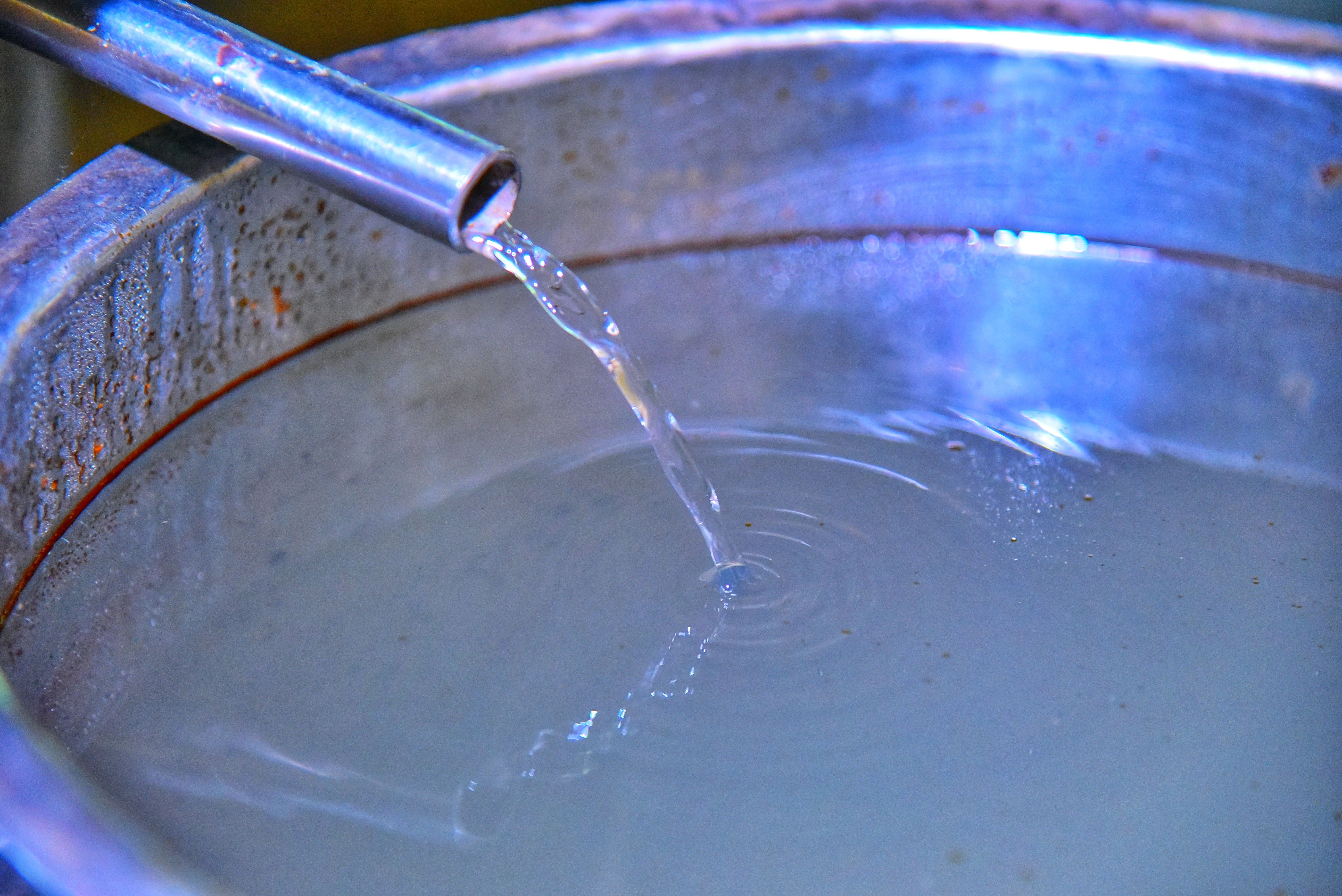
عمليات استخلاص الزيوت
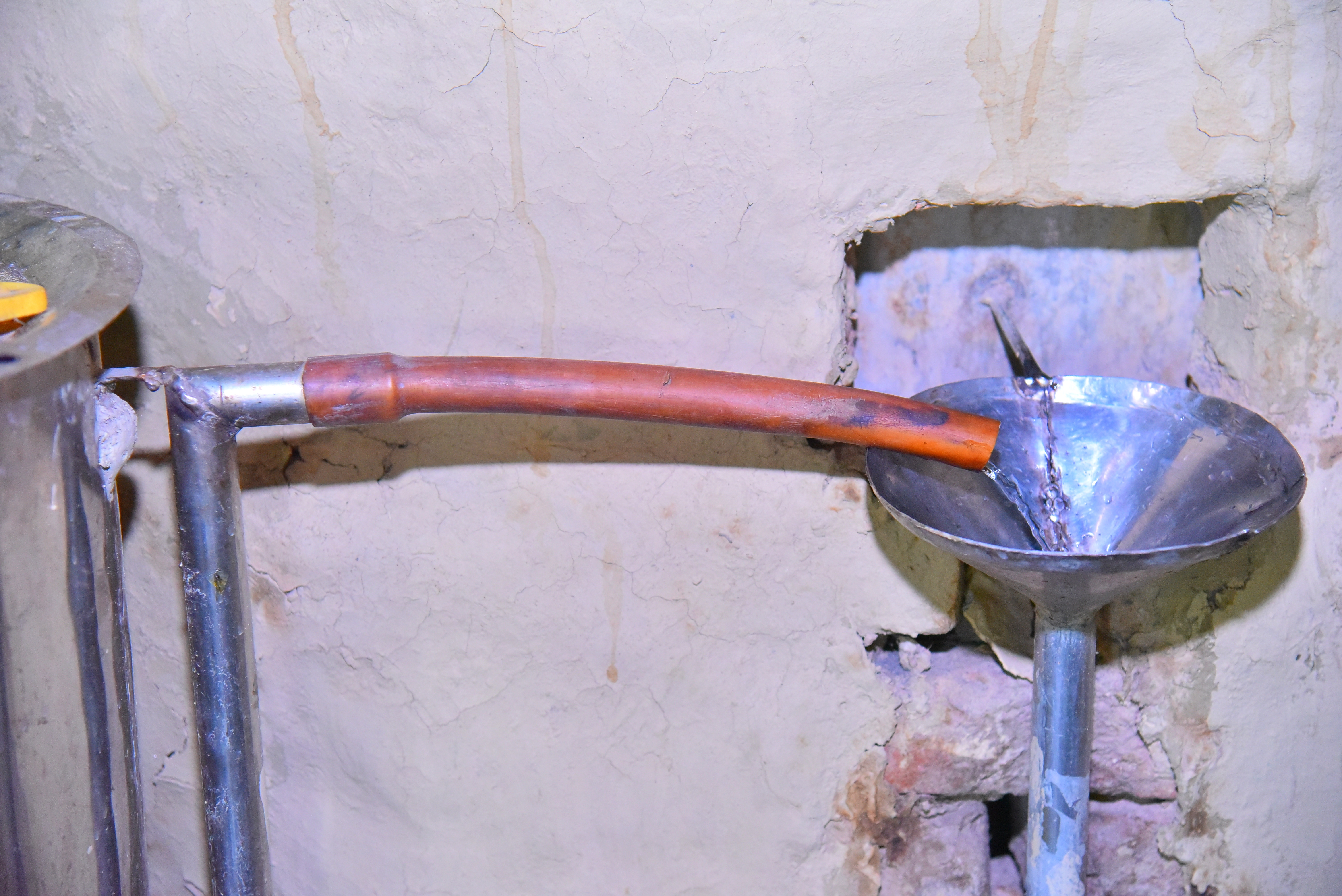
عمليات استخلاص الزيوت
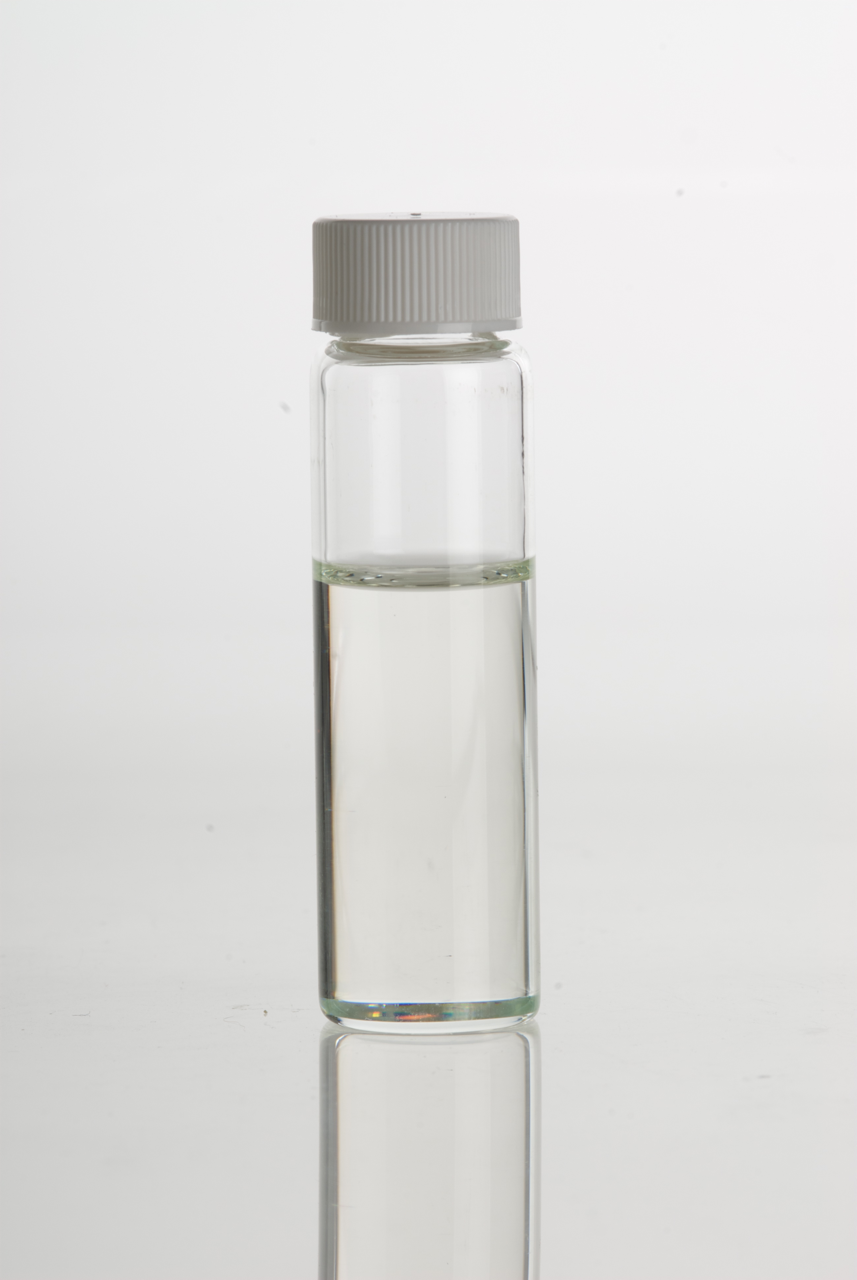
زيت الصنوبر العطري
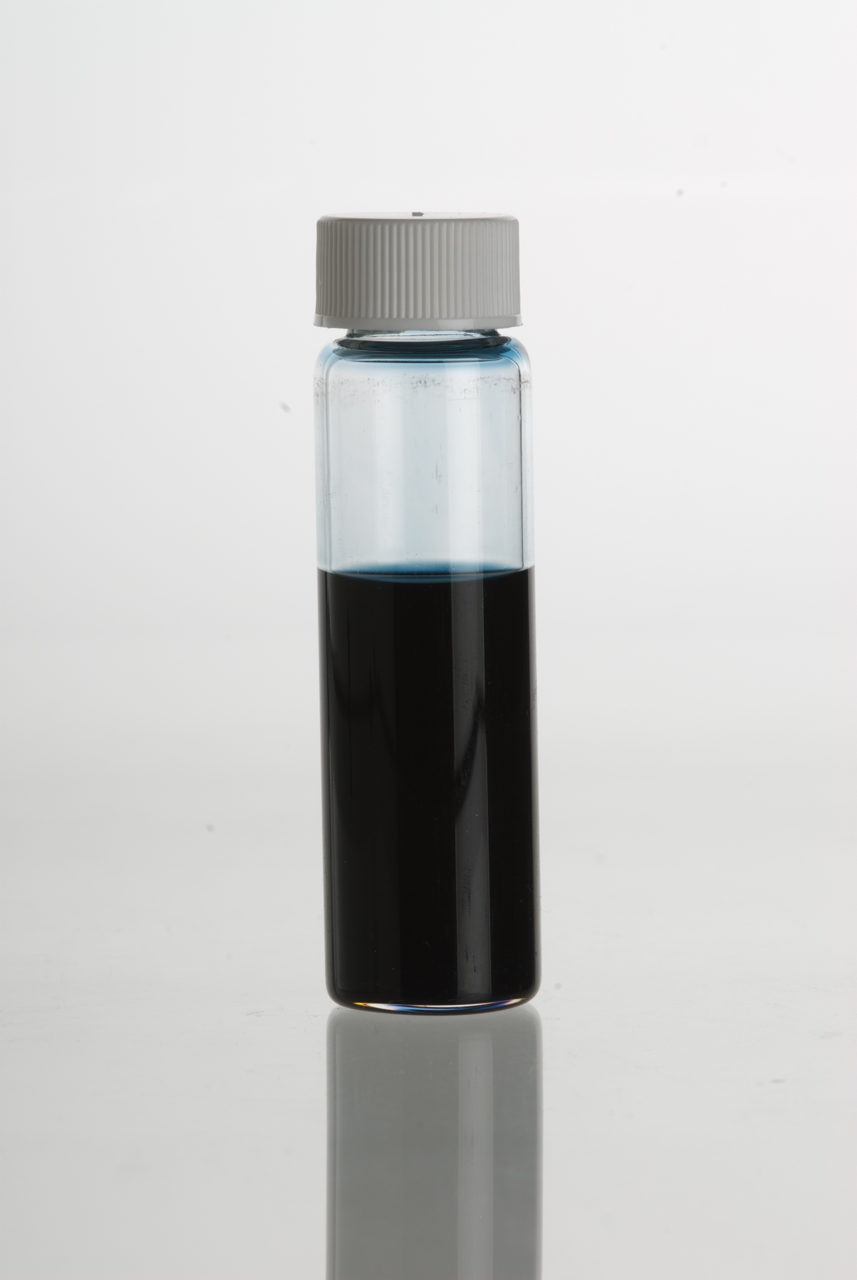
زيت عطري
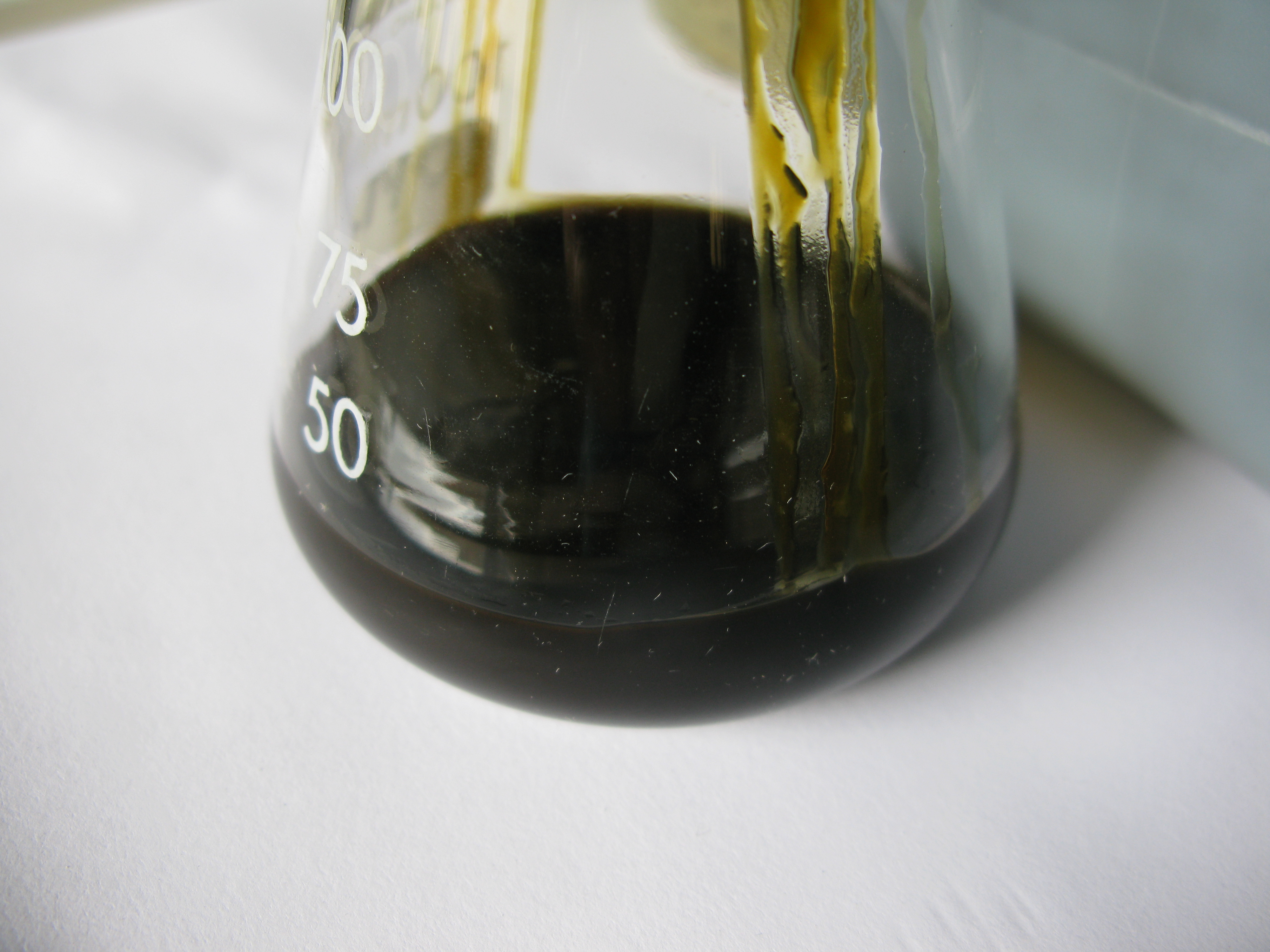
بقايا ستيروبتين التي تم الحصول عليها عن طريق تقطير زيت الليمون العطري
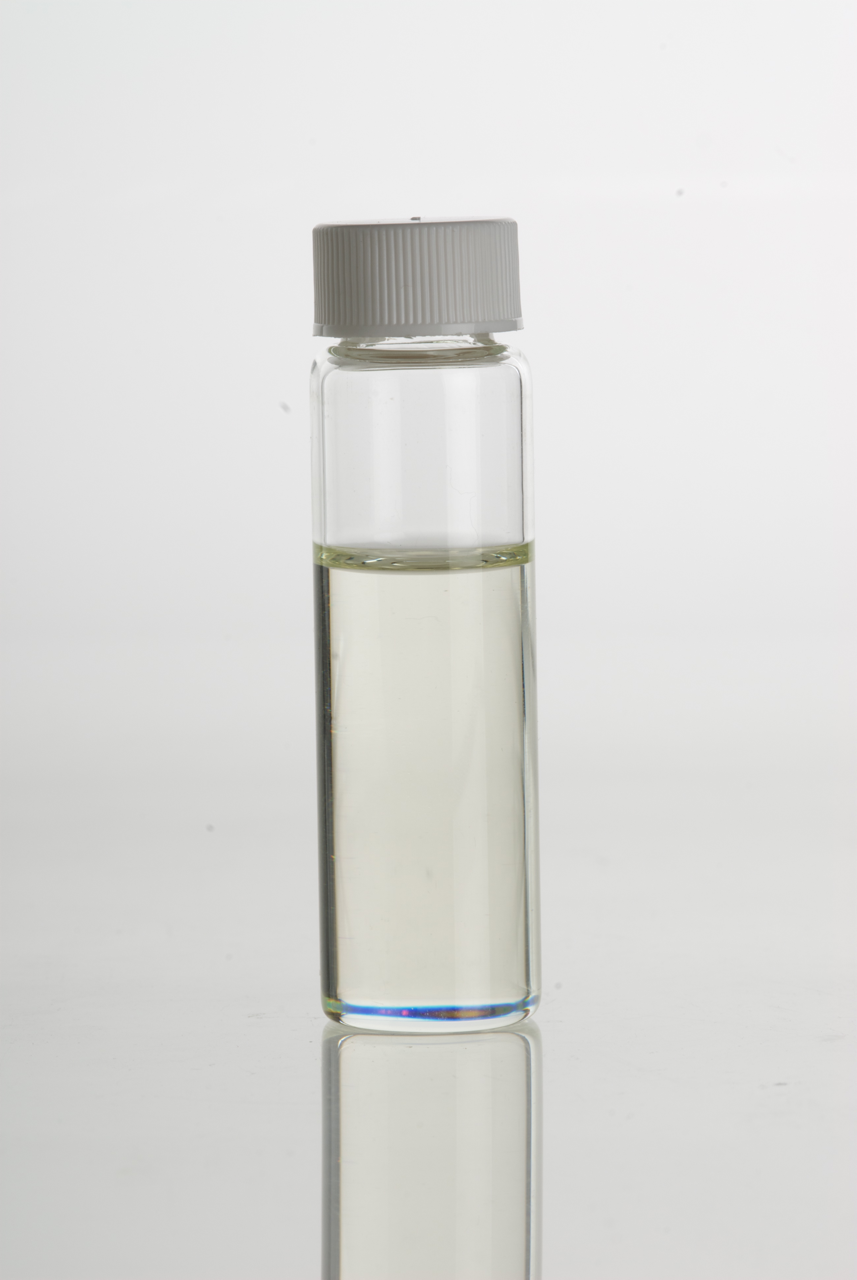
زيوت عطرية
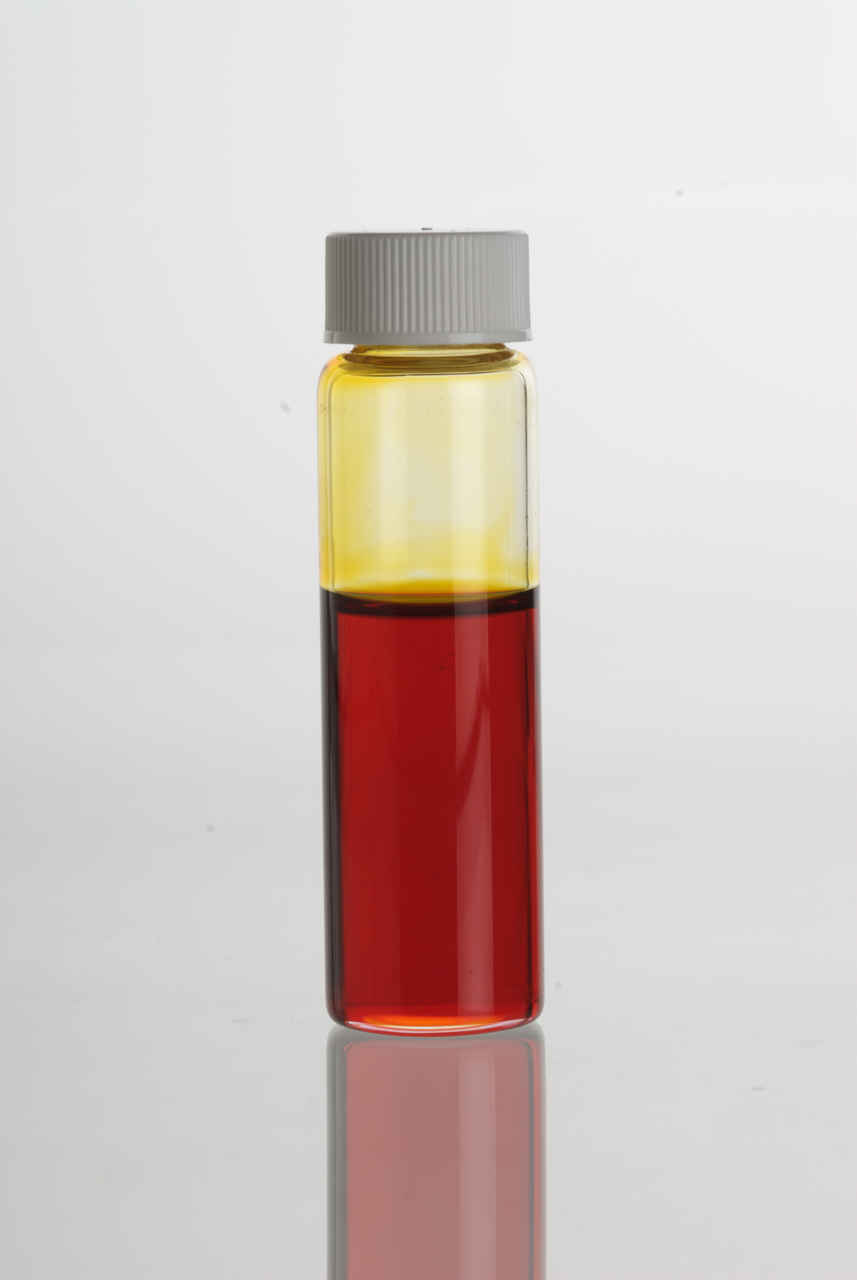
زيت مانوكا العطري
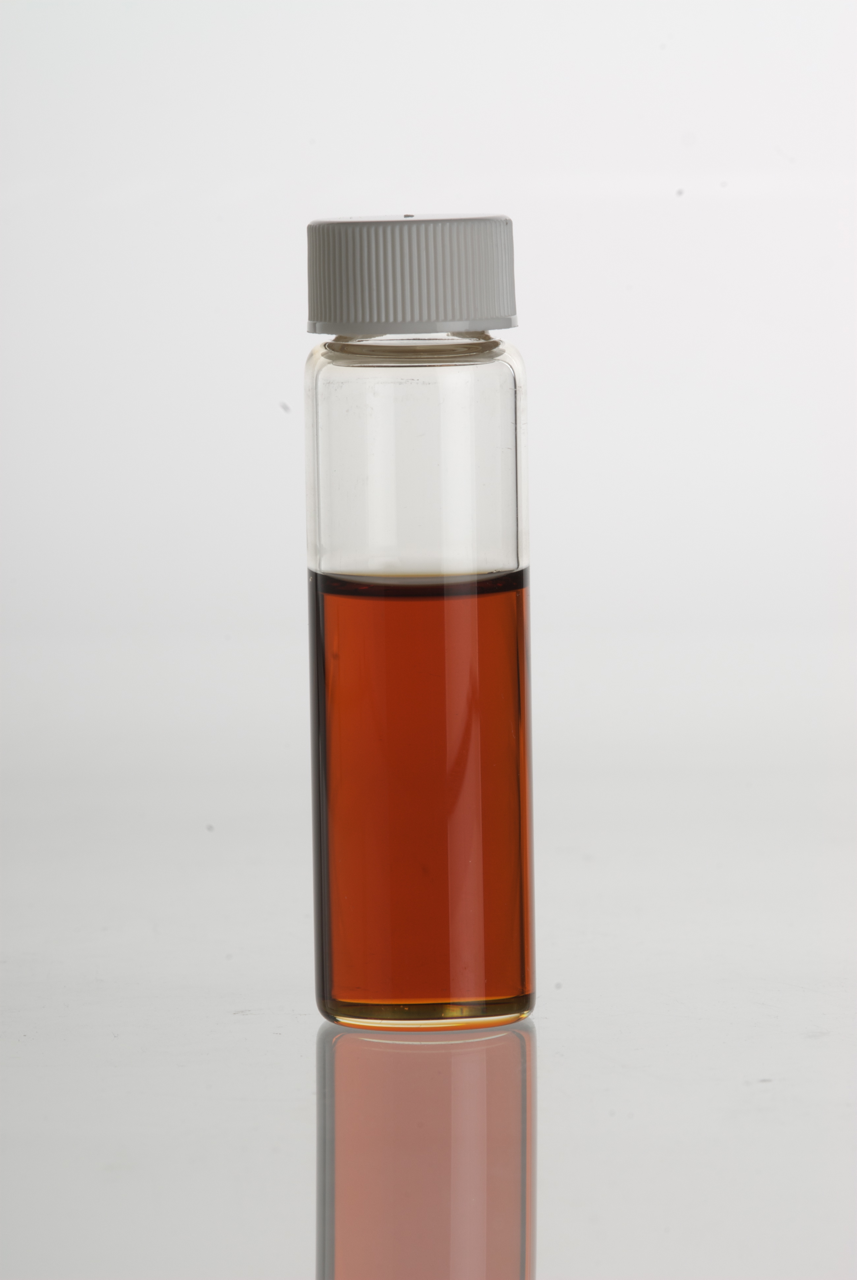
زيوت عطرية
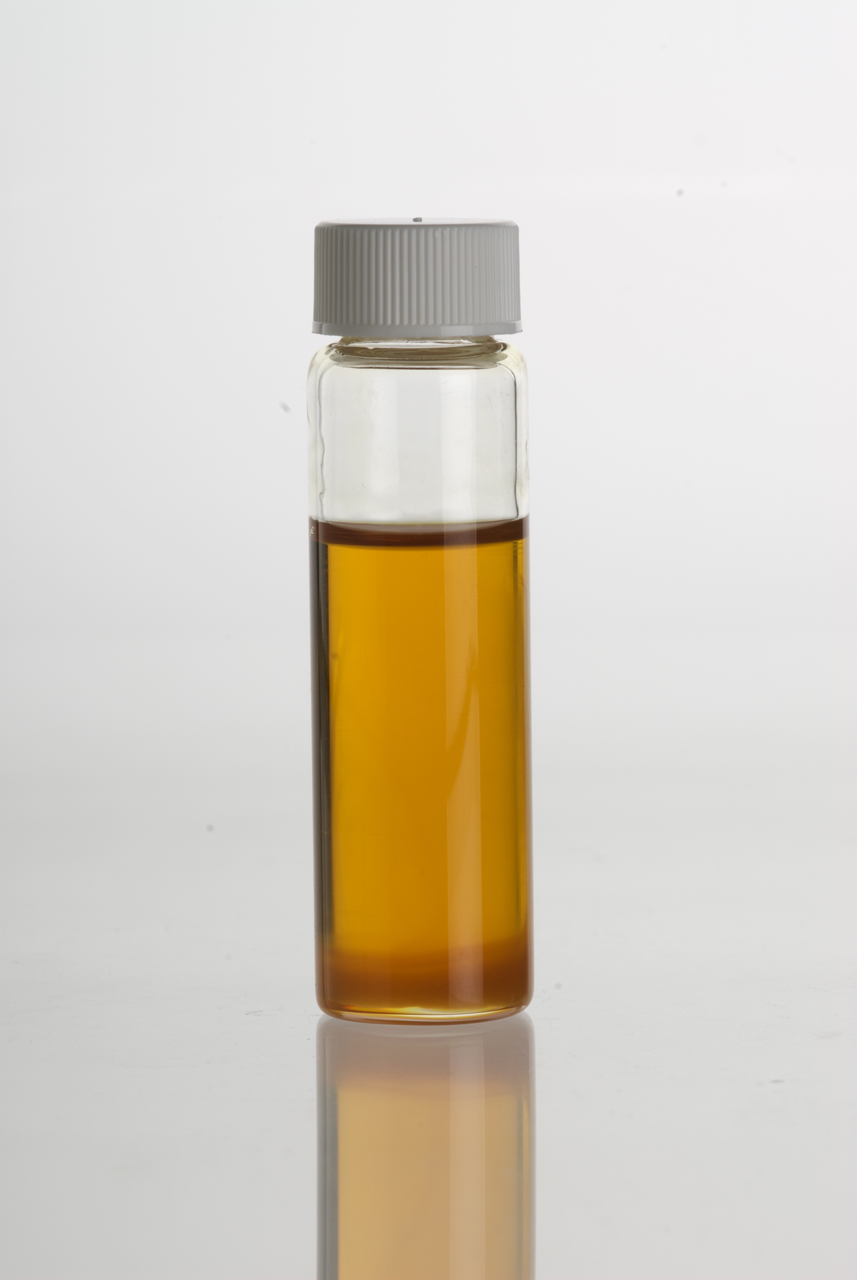
زين مر العطري